# Ilíasz Ignatídisz
Ilíasz Ignatídisz (görögül: Ηλίας Ιγνατίδης; 1996. november 11. –) görög labdarúgó, 2016-ban a Vasas SC játékosa.

## Pályafutása
Ignatidis októberben csatlakozott a bolgár Levski Karlovo klubhoz. Debütálásakor a Ludogorets Razgrad II elleni 2–1-es hazai győzelem során 2 gólt is szerzett.
Ignatidis 2017 nyarától 2018 januárjáig a Poseidon Nea Michanionas csapatában játszott, mielőtt Aris Paleochoriouhoz csatlakozott. Azonban 2019. július 30-án visszatért a klubba.